# Анастасіос Метаксас
Анаста́сіос Метакса́с (грец. Αναστάσιος Μεταξάς, * 27 лютого 1862 — † 28 січня 1937) — грецький архітектор та спортсмен-стрілець.
Анастасіос Метаксас був обраний Георгіосом Аверофом для проектування та відбудови стадіону Панатінаїкос в Афінах у ході підготовки до перших сучасних Олімпійських ігор 1896 року. Він також брав участь у цих іграх як спортсмен у стрільбі з американської гвинтівки та довільній стрільбі, набрав відповідно 1701 та 1102 очок, посівши в обох дисциплінах 4 місце. 
На позачергових Олімпійських іграх 1906 року він здобув срібну медаль.
На Олімпійських іграх 1908 року він здобув бронзову медаль.
Брав участь в Олімпійських іграх 1912 року.